# An Interview with HRH The Princess of Wales
"An Interview with HRH The Princess of Wales" (Uma Entrevista com SAR A Princesa de Gales) é um episódio da série de documentários Panorama, da rede BBC, transmitido pela BBC One em 20 de novembro de 1995. O programa de 54 minutos mostra Diana, Princesa de Gales, entrevistada pelo jornalista britânico Martin Bashir sobre seu relacionamento com seu marido, Charles, Príncipe de Gales, e os motivos de sua subsequente separação. O programa foi assistido por quase 23 milhões de telespectadores no Reino Unido, o que representava 39,3% da população. A audiência mundial foi estimada em 200 milhões em 100 países. No Reino Unido, a National Grid relatou um aumento de 1.000 MW na demanda de energia após o programa, equivalente a 300.000 chaleiras sendo fervidas. Na época, a BBC exaltou a entrevista como o furo de reportagem de uma geração.
Em 2020, o diretor-geral da BBC, Tim Davie, pediu desculpas a Lord Spencer, irmão da princesa, por Bashir ter usado extratos bancários falsos para ganhar a confiança dele e de Diana para garantir a entrevista. O ex-juiz da Suprema Corte, Lord Dyson, conduziu uma investigação independente sobre o assunto. A investigação de Dyson considerou Bashir culpado de fraude e de violação da conduta editorial da BBC para obter a entrevista.

## Antecedentes
A entrevista de Martin Bashir com Diana, Princesa de Gales, foi conduzida na sala de estar de Diana no Palácio de Kensington, em 5 de novembro de 1995, dia da Noite de Guy Fawkes); a sala mais tarde se tornou o quarto de brincar dos príncipes William e Harry. A câmera e o equipamento de gravação foram trazidos para o palácio sob o pretexto de um novo sistema hi-fi. Além de Bashir, o produtor do Panorama, Mike Robinson, e um cinegrafista, Tony Poole, também estiveram presentes. Para garantir o sigilo da entrevista, a fita final da transmissão foi mantida sob constante vigilância e seguranças estiveram presentes durante sua edição. Na semana seguinte à gravação da entrevista, o controlador de política editorial da BBC, Richard James Ayre; o chefe dos programas de televisão de atualidades semanais, Tim Gardam; e o editor do Panorama, Steve Hewlett, assistiram à entrevista no Grand Hotel, em Eastbourne, no condado de East Sussex, Inglaterra.
O Conselho de Diretores da BBC foi deliberadamente mantido alheio sobre entrevista do Panorama pelos executivos e pelo diretor-geral da BBC, John Birt. O presidente do conselho de diretores, Marmaduke Hussey, era casado com Lady Susan Hussey, uma confidente da Rainha Elizabeth II e dama de companhia. Temia-se que a entrevista pudesse ser desacreditada antes da transmissão, ou possivelmente nunca exibida, se Hussey soubesse. A pessoa oficial de ligação real entre a BBC e a família real britânica, Jim Moir, também não estava ciente. O diretor de cinema David Puttnam havia aconselhado Diana contra a entrevista e posteriormente disse que "nunca perdoaria John Birt por não explicar a Diana as implicações do que ela estava fazendo e por não alertar [Marmaduke] Hussey".
A Rainha Elizabeth, A Rainha Mãe antecipou a data de uma operação no quadril para a semana da transmissão da entrevista, com a expectativa de que se ela morresse, a entrevista de Diana receberia substancialmente menos cobertura na mídia. Ironicamente, alguns comentários depreciativos sobre a Rainha Mãe, feitas pela Princesa, foram removidos na edição final.

## Conteúdo
Na entrevista, Diana falou sobre suas expectativas iniciais em relação ao seu casamento com o príncipe Charles e como ela "desesperadamente queria que desse certo" à luz do divórcio de seus próprios pais. A presença constante da mídia e seu foco nela a levaram a se perceber como um "bom produto que fica na prateleira... e as pessoas ganham muito dinheiro com você". O efeito da viagem inicial à Austrália e Nova Zelândia em 1983 foi que ela voltou como "... uma pessoa diferente, percebi o senso de dever ... e o papel exigente em que agora me encontrava". Ela se sentia desconfortável em chamar mais atenção do que o marido, e encontrara uma afinidade com pessoas que haviam sido "rejeitadas pela sociedade".
Diana disse ter sentido um enorme alívio com a gravidez de William, mas que posteriormente sofrera de depressão pós-parto, o que a levou a ser rotulada por outras pessoas como instável e mentalmente desequilibrada. Ela então começou a se automutilar e tornou-se bulímica, os quais se intensificaram após Charles retomar de seu relacionamento com Camilla Parker Bowles. Ela notou, em referência ao relacionamento de seu marido com Parker Bowles, que "haviam três neste casamento, então estava um pouco lotado". Diana sentia que era compelida a desempenhar seu papel como Princesa de Gales, e que seu comportamento levou amigos de Charles a indicarem "que eu estava novamente instável e doente e deveria ser internada em algum tipo de clínica... Eu quase era um constrangimento".
Diana afirmou que nunca conhecera Andrew Morton, mas que permitiu que seus amigos falassem com ele. Seu subsequente livro, Diana: Her True Story, levaria Diana e Charles a concordar com uma separação legal. Diana confirmou a veracidade das fitas Squidgygate, que mostram uma conversa telefônica que ela teve com James Gilbey; no entanto, ela negou as acusações de ter tido um caso com ele, e de ter assediado Oliver Hoare. Diana disse que estava em uma posição única como esposa separada do Príncipe de Gales, e que iria "lutar até o fim, porque tenho um papel a cumprir e tenho dois filhos para criar". Ela confirmou seu caso extraconjugal com James Hewitt, e ficou magoada com a cooperação dele com um livro sobre o relacionamento deles. Diana falou de sua dificuldade em lidar com a constante atenção da mídia, que ela rotulou como "abusiva e ... assédio".
Diana falou sobre seu desejo de ser embaixadora do Reino Unido. Sobre o futuro da monarquia, ela disse: "Acho que há algumas coisas que poderiam mudar, que aliviariam essa dúvida e, às vezes, complicada relação entre a monarquia e o público. Acho que eles poderiam andar de mãos dadas, em vez de estarem tão distante". Ela mencionou ter mostrado projetos com desabrigados a William e Harry, e terem se encontrado com pessoas morrendo de AIDS. Diana disse que não era seu desejo se divorciar, mas que não achava que algum dia seria rainha, ou que muitas pessoas a queriam como rainha; no entanto, ela desejava ser uma "rainha do coração das pessoas, no coração das pessoas".
Diana sentia que a família real a via como uma "ameaça de algum tipo", mas que "toda mulher forte na história teve que trilhar um caminho semelhante, e acho que é a força que causa confusão e medo". Quando questionada se o Príncipe de Gales algum dia seria rei, Diana disse: "Acho que nenhum de nós sabe a resposta para isso. E obviamente é uma pergunta que está na cabeça de todos. Mas quem sabe, quem sabe o que o destino produzirá, quem sabe o que as circunstâncias irão provocar?", e que, "Ele sempre teve conflito com esse assunto quando debatíamos, e eu entendi esse conflito, porque é um papel muito exigente, ser Príncipe de Gales, mas é um papel igualmente mais exigente ser Rei".

## Repercussão
Birt posteriormente escreveu em suas memórias que, "Na verdade, a entrevista com Diana marcou o fim da reverência institucional da BBC—embora não de seu respeito—pela monarquia". Birt já havia feito contato com o Barão Fellowes e Robin Janvrin enquanto negociava o acesso da BBC à família real britânica, e escreveu que "lamentava ter magoado pessoas tão boas". A BBC logo perdeu sua única produção da Mensagem Real de Natal da Rainha após a entrevista, embora o Palácio de Buckingham tenha negado que esse fosse o motivo, dizendo que os novos acordos "refletem a composição das indústrias de televisão e rádio de hoje".
Relata-se que o Príncipe William foi "dominado por um sentimento de pavor" assim que viu a entrevista, enquanto o Príncipe Harry inicialmente se recusou a assisti-la e mais tarde culpou Bashir por fazer perguntas pessoais invasivas e não sua mãe por respondê-las. Na opinião de Simon Heffer, ao tornar público seus problemas conjugais, o único propósito de Diana era "manipular a opinião pública impiedosamente e causar qualquer dano que pudesse ao marido e à família dele". Tina Brown teve uma visão semelhante e argumentou que o "propósito de Diana era enquadrar-se ao público britânico como uma mulher traída antes do divórcio cada vez mais inevitável de Charles". A entrevista provou ser a gota d'água. Em 20 de dezembro, o Palácio de Buckingham anunciou que a Rainha havia enviado cartas a Charles e Diana, aconselhando-os a se divorciarem.
Sarah Bradford acreditava que Diana era uma "vítima de seu próprio mau julgamento", pois ela perdeu o privilégio social ao fazer a entrevista para o Panorama. No entanto, de acordo com a ex-correspondente real da BBC, Jennie Bond, Diana disse a Bond no final de 1996 que não se arrependia da entrevista. Ela teria dito: "De repente parecia certo, especialmente com um divórcio no horizonte. Achei que isso significaria uma ordem de sigilo. E senti que era agora ou nunca."

## Investigação de 2020

### Alegações e preocupações
Em novembro de 2020, no 25º aniversário da entrevista, houve um ressurgimento do interesse sobre as circunstancias do mesmo, com diversos documentários sendo transmitidos pelos principais canais britânicos não vinculados à BBC, incluindo ITV (The Diana Interview, Revenge of a Princess), Channel 4 (Diana: The Truth Behind The Interview), e Channel 5 (Diana: The Interview That Shocked The World).
Após esses documentários, o diretor-geral da BBC, Tim Davie, pediu desculpas ao irmão da princesa, Conde Spencer, pelo uso de extratos bancários forjados, que indicavam falsamente que pessoas próximas a ela estavam sendo pagas para espioná-la.

## Prêmios
Bashir e Robinson receberam o Prêmio BAFTA de Melhor Talk Show no British Academy Television Awards de 1996 por seu trabalho na entrevista. Bashir também ganhou o prêmio de Programa Factual ou Científico do Ano no Television and Radio Industries Club, Jornalista de TV do Ano no Broadcasting Press Guild, e Jornalista do Ano no Royal Television Society.